# Francesco Cannizzaro
Francesco Cannizzaro, noto anche col diminutivo Ciccio (Reggio Calabria, 24 giugno 1982) è un politico italiano.

## Biografia
Nato il 24 giugno 1982 a Reggio Calabria, dopo il diploma di perito elettrotecnico, nel 2011 si laurea in scienze del Servizio Sociale presso l'Università per Stranieri "Dante Alighieri" di Reggio Calabria.
Dal 2015 è componente del Consiglio Direttivo del Parco Nazionale dell'Aspromonte.
È cugino di Giuseppina Princi, dal 2021 vicepresidente della giunta regionale Calabria del presidente di centro-destra Roberto Occhiuto.

## Attività politica
Inizia la sua carriera politica nel 2005 come consigliere comunale di Santo Stefano in Aspromonte per una lista civica, venendo altresì nominato assessore; cinque anni dopo viene confermato in entrambi i ruoli.
Iscritto al Popolo della Libertà, alle elezioni amministrative del 2011, le ultime prima della soppressione delle provincie, viene candidato a consigliere provinciale di Reggio Calabria nel collegio di Villa San Giovanni per la lista "Scopelliti Presidente": ottiene il 12,11% e inizialmente non è eletto, ma il 10 settembre 2012 ottiene il seggio e resta in carica fino al 2016, ricoprendo dal giugno 2015 la delega a turismo e spettacolo.
Nel 2013 segue la scissione del PdL del Nuovo Centrodestra, guidato da Angelino Alfano.
Alle elezioni regionali in Calabria del 2014 si candida per la lista "La Casa delle Libertà", a sostegno della candidata presidente di centro-destra Wanda Ferro (ex presidente della Provincia di Catanzaro), risultando eletto nella circoscrizione sud (Reggio Calabria) con 6.109 preferenze in consiglio regionale della Calabria, dove ricopre l'incarico di capogruppo della lista Casa delle Libertà.
Nel 2015 aderisce alla ricostituita Forza Italia di Silvio Berlusconi.

### Elezione a deputato
Alle elezioni politiche del 2018 viene eletto alla Camera dei Deputati nel collegio uninominale Calabria - 07 (Gioia Tauro), sostenuto dalla coalizione di centro-destra in quota forzista, ottenendo il 42,37% dei voti e superando Giuseppe Antonio Germanò del Movimento 5 Stelle (34,12%) ed Elisabetta Rosa Tripodi del centro-sinistra (14,55%). Per questo motivo, il 7 giugno si dimette dalla carica di consigliere regionale della Calabria, optando per il seggio a Montecitorio.
Nel 2018 viene nominato dalla coordinatrice regionale di Forza Italia in Calabria Jole Santelli coordinatore provinciale di Reggio Calabria, mentre nell’aprile 2021 viene nominato responsabile nazionale di Forza Italia per il dipartimento Sud.
Alle elezioni politiche anticipate del 2022 viene ricandidato alla Camera nel collegio uninominale Calabria - 05 (Reggio Calabria), sostenuto dalla coalizione di centro-destra in quota forzista, venendo rieletto a Montecitorio con il 47,64% dei voti davanti a Domenico Donato Battaglia del centro-sinistra (20,99%) e a Fabio Foti del Movimento 5 Stelle (20,35%).
Nell'aprile del 2023 diventa vicepresidente del gruppo di FI alla Camera, mentre a dicembre dello stesso anno sostituisce Giuseppe Mangialavori come coordinatore regionale di Forza Italia.

## Controversie
Finito a processo con l’accusa di corruzione elettorale aggravata dalle modalità mafiose per aver promesso la propria “disponibilità” a soddisfare gli interessi del clan Paviglianiti in cambio di sostegno alle regionali del 2014, è poi stato assolto, insieme a diversi politici locali, nel settembre del 2017, poiché “il fatto non sussiste” dopo aver chiesto di essere giudicato con il rito abbreviato mentre il PM aveva chiesto per lui 2 anni di carcere.
Il 24 agosto 2022, poche ore dopo aver depositato le liste per le elezioni politiche di settembre, la vetrata della sua segreteria politica a Reggio Calabria viene colpita da alcuni spari mentre è in corso una riunione alla quale sta partecipando lo stesso parlamentare.